# Felipe Fernandes
Felipe Fernandes detto Lipe (...) è un giocatore di football americano brasiliano, che gioca come wide receiver per i Vasco Da Gama Patriotas.